# Thizy-les-Bourgs
Thizy-les-Bourgs är en kommun i departementet Rhône i regionen Auvergne-Rhône-Alpes i de centrala delarna av Frankrike. Kommunen ligger i kantonen Thizy-les-Bourgs som ligger i arrondissementet Villefranche-sur-Saône. År 2017 hade Thizy-les-Bourgs 6 031 invånare.
Kommunen bildades den 1 januari 2013 genom en sammanslagning av kommunerna Bourg-de-Thizy, La Chapelle-de-Mardore, Mardore, Marnand och Thizy. Kommunens huvudort är Thizy.